# Louis Anton von Horst
Louis Anton Horst, ab 1899 Freiherr von Horst (* 16. Dezember 1865 in Tuttlingen, Baden-Württemberg; † 6. September 1947 in Erlangen) war ein deutsch-amerikanischer Kaufmann, Erfinder und deutscher Spion im Ersten Weltkrieg.

## Leben
Louis Anton Horst war der Sohn von Ernst Paul Horst (* 1823 in Staucha, heute Ortsteil von Stauchitz, Sachsen; † 1890 in Brooklyn, USA), der 1850 in die USA auswanderte und um 1880 in Manhattan ein „Boarding House“, einen Pensionsbetrieb für Langzeitgäste, führte, und der ebenfalls nach New York City ausgewanderten Maria Barbara Manz (* 1834 in Tuttlingen; † 1894 in New York City).
Während des Amerikanischen Bürgerkriegs lebten die Eltern in Tuttlingen, wo Horst 1865 geboren wurde. Nach der Rückkehr der Familie absolvierte er seine Schulausbildung in New York und arbeitete im Jahr 1880 als Kassierer im Einzelhandel. Zusammen mit seinen Brüdern ging er später als Hopfenhändler nach Kalifornien. Danach zog Louis Anton Horst nach London, wo er die erste Anlage zur Hopfenextraktion mit importiertem amerikanischen Hopfen errichtete.

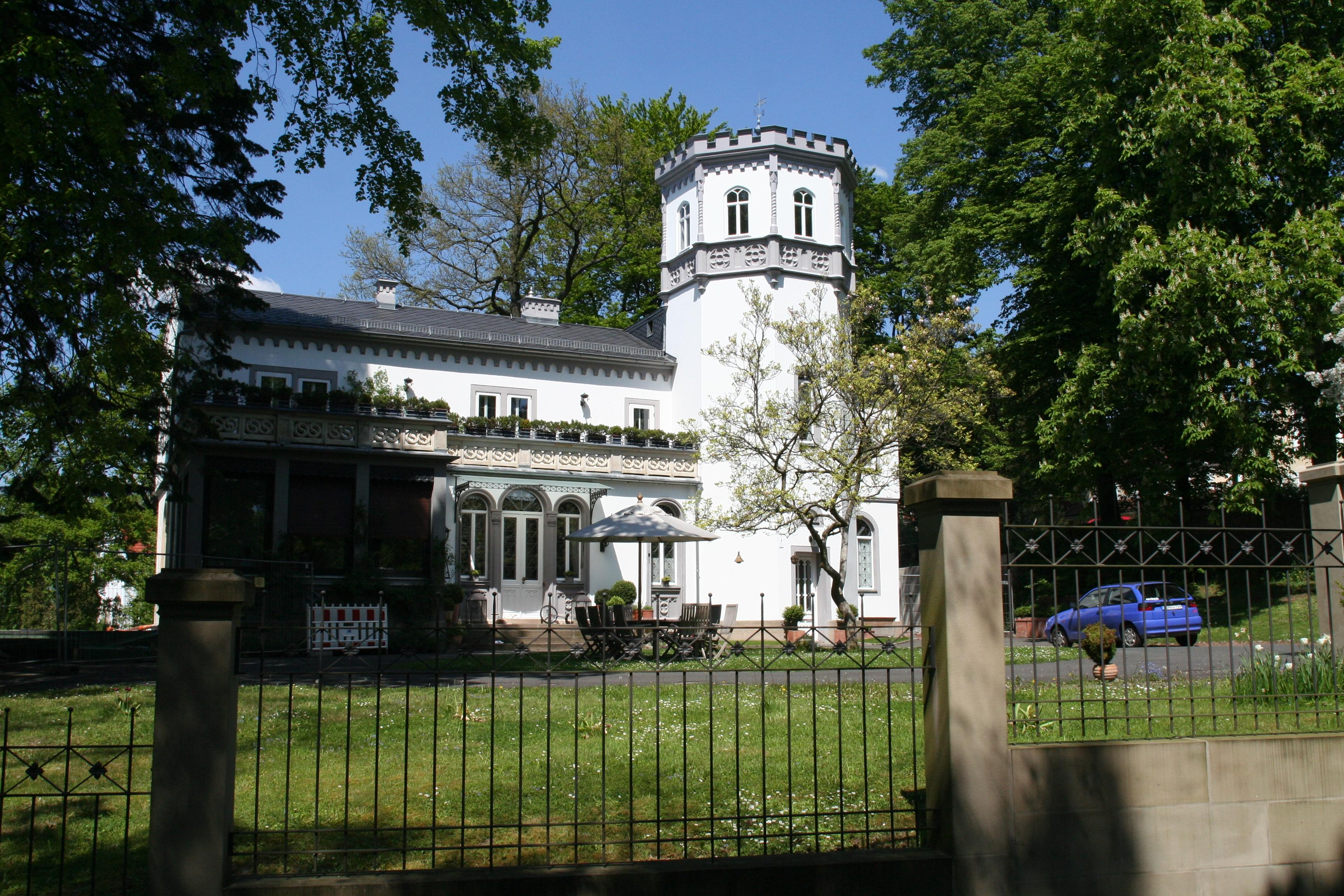
Wohnhaus Festungsstraße 5, Coburg

In Coburg ließ sich Horst Ende des 19. Jahrhunderts als größter amerikanischer Hopfenhändler nieder und wurde am 12. Mai 1899 von Herzog Alfred in den Sachsen-Coburg und Gothaischen Adels- und Freiherrnstand erhoben. Er heiratete Carita Helena Partello, die Klavier und Gesang studiert hatte und als Tochter von Dwight J. Partello in New York geboren war. Carita betrieb in Coburg in der Villa Festungsstraße 5, die 1906 umgebaut und 1909 erweitert wurde, eine Opernschule. Seit dem Jahr 1901 war Louis Anton von Horst Bürger der Stadt. 1907 bewarb er sich um Konzessionen für Automobil- und Straßenbahnverbindungen im Herzogtum Sachsen-Coburg und in der Stadt Coburg. Am 2. August bekam er eine Konzession für eine Straßenbahn. Das Projekt scheiterte jedoch 1908 an den Vertragskonditionen.
Zwischen 1907 und 1911 soll Horst in Coburg gemeldet gewesen sein. Andererseits lebte er von 1901 bis 1914 in London, war dort Kinobetreiber sowie Hopfenhändler und Fabrikbesitzer. 1908 begann er in England mit der Hopfenextraktproduktion. Dort wurde er mit Beginn des Ersten Weltkriegs im August 1914 wegen Spionageverdachts verhaftet und interniert. Seine Geschäftsaktivitäten und Freundschaft zum irischen Nationalisten Roger Casement werden als Hintergrund angegeben. Dies war sogar der New York Times am 3. September 1914 eine Meldung wert. Im Mai 1916 erkrankte er und beantragte seine Entlassung in die USA. Dies wurde ihm als deutscher Staatsbürger allerdings verweigert, zumal er im deutschen Krankenhaus in London-Dalston angeblich ausreichend versorgt würde. Im Juli 1918 hielt er sich auf der Isle of Man auf. Im März des Jahres 1919 wurde er schließlich als „unerwünschter Ausländer“ aus Großbritannien ausgewiesen.
Zurück in Deutschland arbeitete Louis Anton Horst wieder als Hopfenhändler und Unternehmer. In Oranienburg errichtete er eine Hopfenextraktionsanlage und verlegte 1924 seinen Lebensmittelpunkt nach Berlin. Er meldete mehrere Patente an, unter anderem zur Hopfenentlaugung. Zum 1. April 1933 trat er in die NSDAP ein (Mitgliedsnummer 1.669.929) und wurde 1947 im Rahmen der Entnazifizierung als Mitläufer eingestuft. 1940 zog Louis Anton Horst mit seiner Familie wieder nach Coburg. 1947 starb er in der Universitätsklinik Erlangen und wurde auf dem Friedhof am Glockenberg in Coburg beigesetzt.
Die 45 Jahre jüngere zweite Ehefrau, Irmgard Freifrau von Horst, mit der er einen Sohn und eine Tochter hatte, übernahm die Leitung der Horst-Company und baute das Unternehmen zum größten Produzenten von Hopfenprodukten aus. Dazu wurde 1949 die erste Hopfenextraktionsanlage Westdeutschlands errichtet. 1977 wurde der Unternehmenssitz nach Mainburg verlegt.